# 五硫化铷
五硫化铷是一种无机化合物，化学式为Rb2S5。它是一种多硫化物，可由硫化铷和硫在氢气气氛中反应得到。它在氮气中加热分解，生成三硫化铷：
{\displaystyle \mathrm {Rb_{2}S_{5}\longrightarrow Rb_{2}S_{3}+2\ S} }
在氢气中加热，得到二硫化铷：
{\displaystyle \mathrm {Rb_{2}S_{5}+3\ H_{2}\longrightarrow Rb_{2}S_{2}+3\ H_{2}S} }